# Geotrogus olcesii
Geotrogus olcesii är en skalbaggsart som beskrevs av Leon Fairmaire 1867. Geotrogus olcesii ingår i släktet Geotrogus och familjen Melolonthidae. Inga underarter finns listade i Catalogue of Life.